# Ceferino Peroné
Ceferino Peroné (1924 — 2015) foi um ciclista olímpico argentino. Peroné representou sua nação em dois eventos nos Jogos Olímpicos de Verão de 1948, em Londres.